# Catasticta ferra
Catasticta ferra är en fjärilsart som beskrevs av Brown och Gabriel 1939. Catasticta ferra ingår i släktet Catasticta och familjen vitfjärilar. Inga underarter finns listade i Catalogue of Life.